# Municipio de Sugar Island
El municipio de Sugar Island (en inglés: Sugar Island Township) es un municipio ubicado en el condado de Chippewa en el estado estadounidense de Míchigan. En el año 2010 tenía una población de 652 habitantes y una densidad poblacional de 3,29 personas por km².

## Geografía
El municipio de Sugar Island se encuentra ubicado en las coordenadas 46°26′9″N 84°12′14″O / 46.43583, -84.20389. Según la Oficina del Censo de los Estados Unidos, el municipio tiene una superficie total de 198.03 km², de la cual 127,8 km² corresponden a tierra firme y (35,46 %) 70,23 km² es agua.

## Demografía
Según el censo de 2010, había 652 personas residiendo en el municipio de Sugar Island. La densidad de población era de 3,29 hab./km². De los 652 habitantes, el municipio de Sugar Island estaba compuesto por el 67,64 % blancos, el 27,15 % eran amerindios, el 0,31 % eran asiáticos y el 4,91 % eran de una mezcla de razas. Del total de la población el 0,92 % eran hispanos o latinos de cualquier raza.